# Tyler Christopher
Tyler Christopher Baker (Joliet, Illinois; 11 de noviembre de 1972-San Diego, California, 31 de octubre de 2023) fue un actor estadounidense, conocido por Hospital General como Nikolas Cassadine (1996-1999, 2003-2023) y Camilo Obispo (2004-2005).

## Biografía
Christopher nació en Joliet, Illinois, se crio en Delaware, Ohio. Era el más pequeño de cuatro hermanos. Era Nativo Americano, su madre Jimi-Ann pertenece a la tribu Choctaw y su padre Jim Baker es indio séneca. Asistió a la Universidad Wesleyana de Ohio durante dos años y luego se mudó a Los Ángeles.